# 錢保塘
錢保塘（1833年3月2日—1897年2月19日），字鐵江，一字蘭陂。浙江杭州府海寧州人，咸豐九年己未恩科舉人，籖分四川，尊經書院主講教習。光緒五年任四川清溪縣知縣，光緒八年任定遠縣知縣、十四年補大足縣知縣、十九年補什邡縣知縣，乙亥、丙子、己卯、癸巳四川鄉試同考官。學問淵博，著述等身。